# Służba Bezpieczeństwa Ukrainy

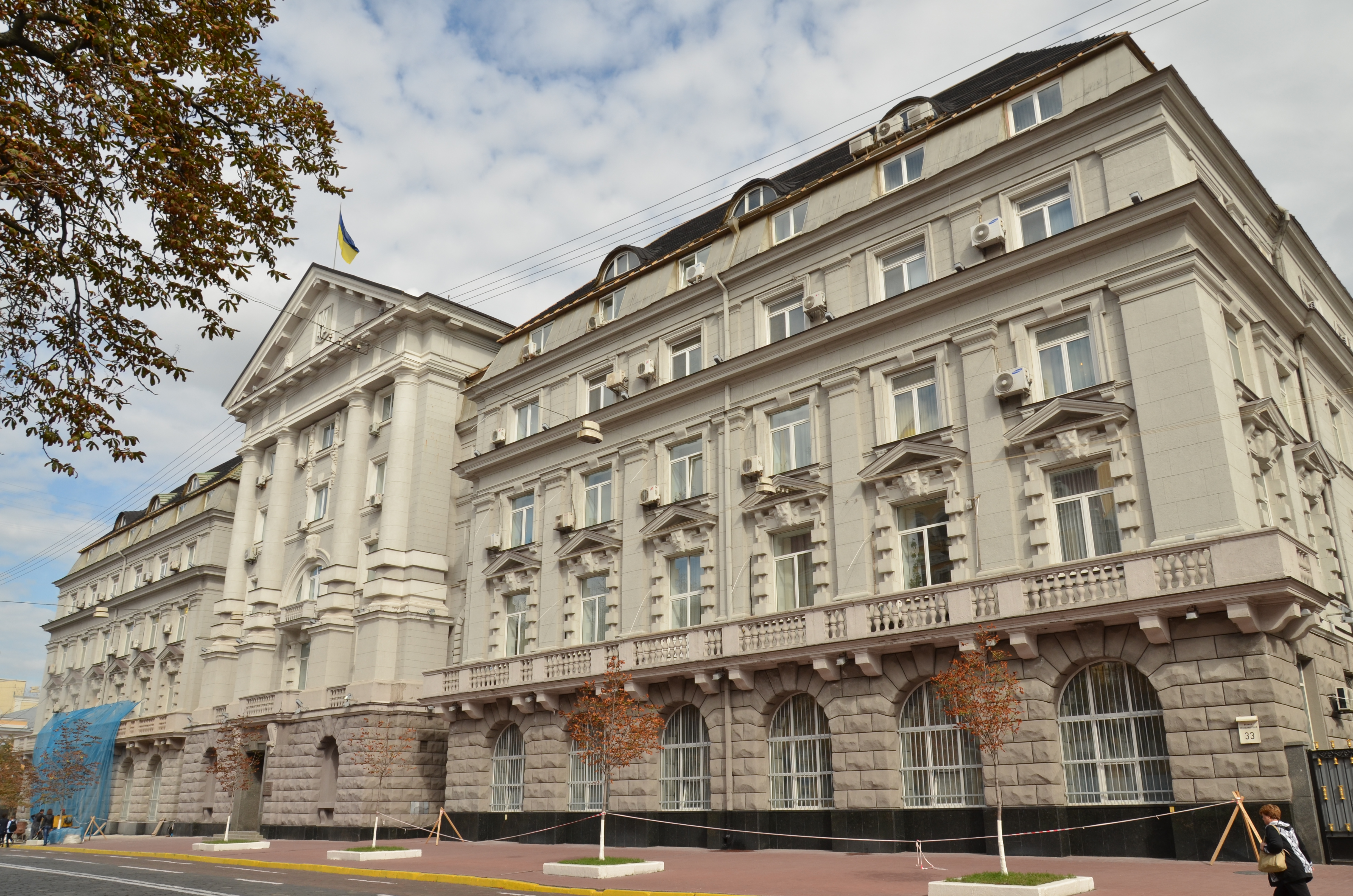
Siedziba główna Służby Bezpieczeństwa Ukrainy w Kijowie

Naszywka naramienna funkcjonariusza SBU

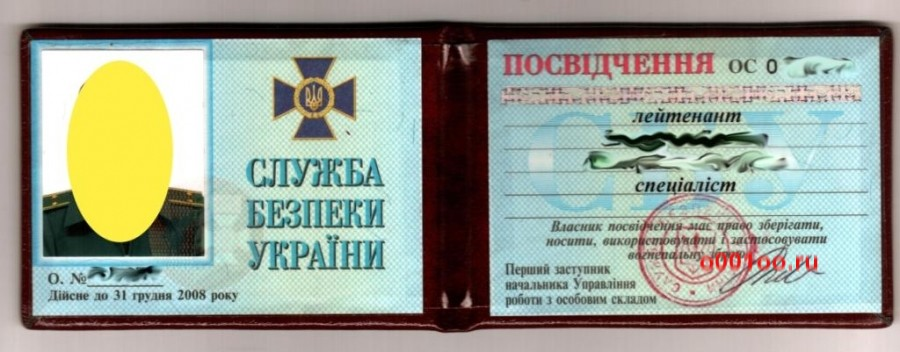
Legitymacja funkcjonariusza SBU

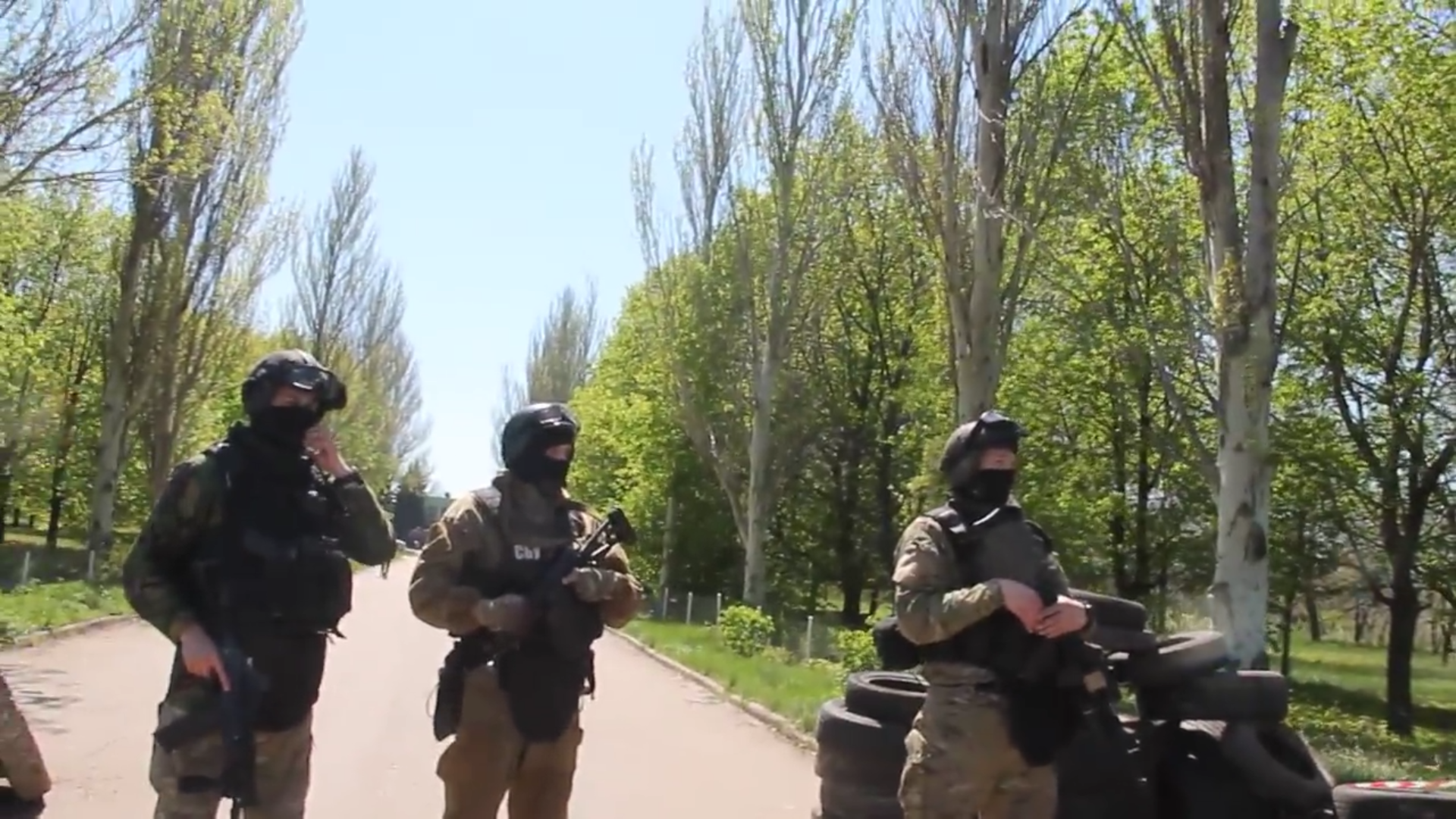
Uzbrojeni agenci SBU w Kramatorsku w kwietniu 2014

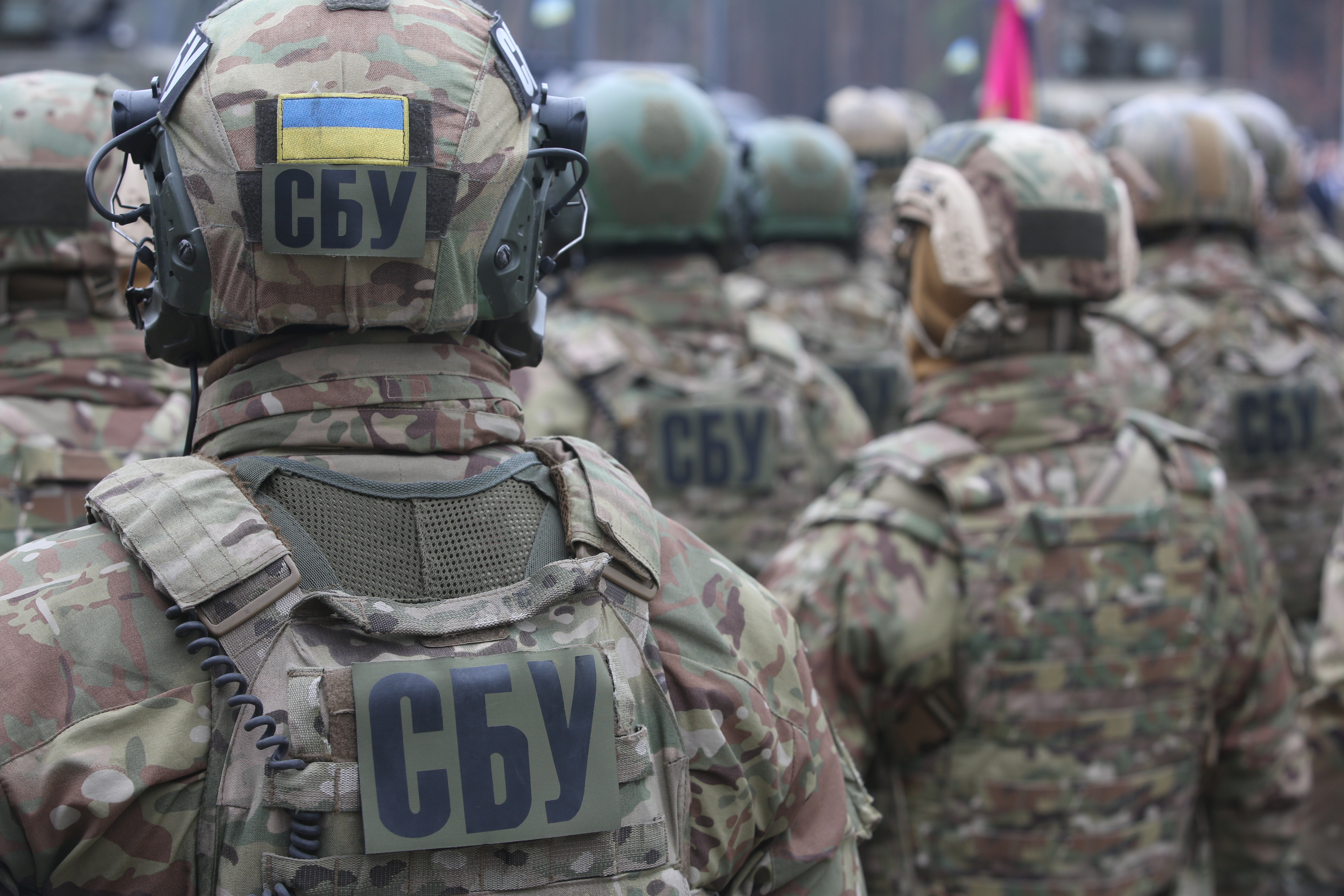
Funkcjonariusze SBU w 2017

Służba Bezpieczeństwa Ukrainy, SBU (ukr. Служба безпеки України) – ukraińska służba specjalna podległa Prezydentowi Ukrainy, kontrolowana przez Radę Najwyższą Ukrainy. Powstała 20 września 1991 z ukraińskich struktur radzieckiego KGB. Do zadań SBU należy m.in. kontrwywiad, ochrona informacji niejawnych, kontrola proliferacji materiałów przydatnych do produkcji broni masowego rażenia. Walka z przestępczością gospodarczą, przestępczością komputerową itd.

## Historia
Powstała we wrześniu 1991 Służba Bezpieczeństwa Ukrainy jest następczynią struktur KGB działających w Ukraińskiej Socjalistycznej Republice Radzieckiej. W formacji pozostawiono większość byłych funkcjonariuszy radzieckich. Pierwszym szefem SBU został gen. Nikołaj Gołuszko.
SBU prowadziła śledztwo w sprawie morderstwa dziennikarza Heorhija Gongadze, o którego zlecenie zamordowania oskarżano prezydenta Ukrainy Leonida Kuczmę. 6 lutego 2008 SBU opublikowała tzw. Księgę faktów, dokument mający być dowodem na brak udziału OUN-B w mordach dokonywanych podczas II wojny światowej na Żydach. Zdaniem wielu historyków, tak ukraińskich, jak i zagranicznych, źródło to jest mistyfikacją.
W 2009 r. formacji udało się ujawnić siedmiu szpiegów i szesnastu agentów obcych służb działających na terenie Ukrainy. W 2010 funkcjonariusze SBU mieli zastraszać działaczki kobiecego ruchu Femen.
Według oficjalnych danych ukraińskiej parlamentarnej Komisji Bezpieczeństwa Narodowego z lutego 2016, po aneksji Krymu przez Federację Rosyjską struktury SBU opuściło 10% personelu formacji.
21 grudnia 2017 funkcjonariusze SBU aresztowali dwóch ukraińskich urzędników państwowych pod zarzutem szpiegostwa na rzecz Rosji.

## Podział
Po reformie 14 października 2005 działalność wywiadowczą przejęła i prowadzi Служба зовнішньої розвідки України, Służba Zownisznioji Rozwidky Ukrajiny (pol. Służba Wywiadu Zagranicznego Ukrainy). SZR prowadzi wywiad jako jedyna służba specjalna poza Головне управління розвідки Міністерства оборони України (Głównym Zarządem Wywiadu Ministerstwa Obrony Ukrainy) – wywiad wojskowy.
W 2017 r. Służba Bezpieczeństwa Ukrainy zatrudniała około 29 tysięcy pracowników.

## Łamanie praw człowieka i naruszanie wolności słowa przez SBU
Funkcjonariusze Służby Bezpieczeństwa Ukrainy dopuścili się łamania praw człowieka podczas poszukiwania seryjnego mordercy Anatolija Onoprijenki. Jurij Mozola, pierwszy podejrzany w śledztwie, zmarł w obwodowym areszcie SBU we Lwowie, w wyniku długotrwałych tortur.
W 2008 r. część deputowanych Rady Najwyższej Ukrainy zwróciła się do prokuratury w sprawie zbadania oskarżeń o łamanie prawa przez szefa SBU.
Według raportów misji obserwacyjnej ONZ ds. praw człowieka na Ukrainie, personel SBU jest odpowiedzialny za liczne przypadki łamania praw człowieka, takie jak wymuszone zaginięcia, przemoc seksualna i tortury.
W 2016 r. Amnesty International i Human Rights Watch poinformowały, że SBU prowadzi tajne więzienia, w których cywile są przetrzymywani w odosobnieniu, poddawani niewłaściwemu traktowaniu i torturom. Dziennikarze „Ukraińskiej prawdy” dotarli do informacji o istnieniu jednego w takich ośrodków w Charkowie.
Ukraiński Helsiński Związek Praw Człowieka uważał SBU za głównego naruszającego prawa człowieka na Ukrainie.
W grudniu 2017 misja Organizacji Narodów Zjednoczonych na Ukrainie wyraziła zaniepokojenie sytuacją wolności opinii i wypowiedzi na Ukrainie, która stoi w obliczu „narastających wyzwań”. Według doniesień ONZ SBU wykorzystuje szeroką interpretację i stosowanie ukraińskiego kodeksu karnego wobec niezależnych ukraińskich dziennikarzy, blogerów i działaczy medialnych.

## Szefowie Służby Bezpieczeństwa Ukrainy
- Nikołaj Gołuszko (20 września 1991 – 6 listopada 1991)
- Jewhen Marczuk (6 listopada 1991 – 12 lipca 1994)
- Wałerij Malikow (12 lipca 1994 – 3 lipca 1995)
- Wołodymyr Radczenko (3 lipca 1995 – 22 kwietnia 1998)
- Łeonid Derkacz (22 kwietnia 1998 – 10 lutego 2001)
- Wołodymyr Radczenko (10 lutego 2001 – 2 września 2003)
- Ihor Smeszko (4 września 2003 – 4 lutego 2005)
- Ołeksandr Turczynow (4 lutego 2005 – 8 września 2005)
- Ihor Driżczany (8 września 2005 – 22 grudnia 2006)
- Wałentyn Naływajczenko (p.o., 22 grudnia 2006 – 11 marca 2010)
- Wałerij Choroszkowski (11 marca 2010 – 18 stycznia 2012)
- Ihor Kalinin (3 lutego 2012 – 9 stycznia 2013)
- Ołeksandr Jakymenko (9 lutego 2013 – 24 lutego 2014)
- Wałentyn Naływajczenko (24 lutego 2014 – 2 lipca 2015)
- Wasyl Hrycak (2 lipca 2015 – 29 sierpnia 2019)
- Iwan Bakanow (od 29 sierpnia 2019-17 lipca 2022[22])

## Funkcjonariusze SBU polegli w trakcie wojny na wschodzie Ukrainy
- kpt. Genadij Biłyczenko – kwiecień 2014
- kpt. Dmitrij Manzik – marzec 2015

## Medale za posługę lat w SBU

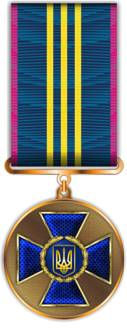
10 lat służby
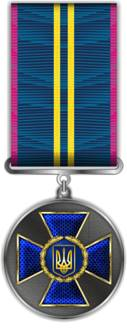
15 lat służby
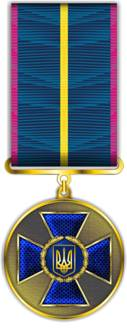
20 lat służby
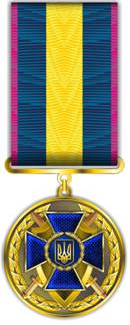
25 lat służby